# سام رابن
سام رابن (بالإنجليزية: Sam Raben)‏ هو لاعب كرة قدم أمريكي في مركز الدفاع، ولد في 11 مايو 1997 في برمنغهام في الولايات المتحدة. لعب مع كولورادو رابيدز.

## وصلات خارجية
- سام رابن على موقع الدوري الأمريكي (الإنجليزية)
- سام رابن على موقع قاعدة بيانات كرة القدم.إي يو (الإنجليزية)